# 欧金尼奥·德拉卡萨
欧金尼奥·德拉卡萨（義大利語：Eugenio Della Casa，1901年—?），意大利前男子水球运动员。他曾代表意大利国家队参加1924年夏季奥林匹克运动会水球比赛，结果获得第十名。